# Cliousclat
Cliousclat är en kommun i departementet Drôme i regionen Auvergne-Rhône-Alpes i sydöstra Frankrike. Kommunen ligger i kantonen Loriol-sur-Drôme som tillhör arrondissementet Valence. År 2022 hade Cliousclat 612 invånare.

## Befolkningsutveckling
Antalet invånare i kommunen Cliousclat
Referens:INSEE